# Edmond Demolins
Pour les articles homonymes, voir Demolins.
Edmond Demolins, né le 23 janvier 1852 à Marseille et mort le 27 juillet 1907 à Caen, est un économiste, sociologue et pédagogue français social, contre-révolutionnaire et corporatiste. Il est également connu pour avoir été le fondateur de l'École des Roches.

## Biographie
Disciple de Le Play, il fonde la revue La Science sociale, avec le soutien d'un autre disciple leplaysien Henri de Tourville (1842-1903). En 1897, il fait un voyage en Angleterre, où il rencontre le pasteur Cecil Reddie, fondateur de l'école d'Abbotsholme et de l'école de Bedales, où les cours sont remplacés par des activités artistiques, scientifiques et techniques dans lesquelles les enfants découvrent les savoirs nécessaires à leur instruction. 
De retour en France, Demolins publie A quoi tient la supériorité des Anglo-Saxons. Cet ouvrage il fait l'éloge de la pédagogie active comme moyen de développement personnel, économique et social. Il fonde en 1899 l'École des Roches, pionnière dans le domaine des méthodes actives, alors que l'introduction de celles-ci — revendiquée tant par les disciples de Le Play, par les « républicains » ou par les « anarcho-syndicalistes » — acquiert « une dimension ambiguë tant sur le plan politique qu'idéologique ».
Profondément investi dans le combat des idées, ses réflexions s'adressent aux élus et aux électeurs : « Comment expliquer le respect, le fétichisme que les divers partis professent en paroles à l'égard du suffrage universel et la façon absolument indigne, méprisante, dont ils le traitent tous ? […] L'impossibilité de gouverner en pratiquant loyalement le suffrage universel tient à ce que la très grande majorité des électeurs est absolument incapable de connaitre et d'apprécier les questions qu'on lui demande de résoudre. […] J'ai sous les yeux le recueil des programmes, professions de foi et engagements électoraux de 1886. […] Vous ne pouvez rien imaginer de pareil […] En fait de vues politiques, on ne rencontre que des lieux communs, des déclamations, des projets de refonte complète de la Société des abstractions creuses : Jamais rien de pratique, de positif, rien qui donne l'idée de gens sérieux parlant à des gens sérieux d'affaires sérieuses. […] Les politiciens vivent du suffrage universel comme d'une industrie lucrative; il est leur bien, il est leur chose, il est leur moyen d'existence. Ce sont eux qui l'ont acclimaté parmi nous sous sa forme actuelle. »
Dans Les Français d'aujourd'hui - Les types sociaux du Midi et du Centre, il cherche les raisons de la nature des types sociaux du Midi et du Centre dans leur mode de subsistance et le climat. Le propos antiméridionalisme, résumé par l'historienne Céline Piot, n'est guère flatteur : « victime d'une incurable inaptitude au travail, le Méridional est naturellement porté vers la politique, cette industrie rentable des peuples fainéants et non industrieux ».

## Famille
Marié à Juliette Lebaudy, cousine germaine de Gustave Lebaudy, il est le grand-père de Bernard Demolins, grand-oncle de Joseph Demolins. 